# Red House (Port of Spain)
Das Red House ist ein Gebäude in Port of Spain, der Hauptstadt des karibischen Inselstaats Trinidad und Tobago. Es beherbergt heute das Parlament des Landes.

## Lage
Das Red House liegt im Zentrum Port of Spains im Stadtteil Downtown. Es grenzt unmittelbar westlich an den Woodford Square an, einen zentralen Platz der Stadt. In der unmittelbaren Umgebung befinden sich das Amtsgericht, diverse Ministerien sowie die Holy Trinity Cathedral.

## Geschichte

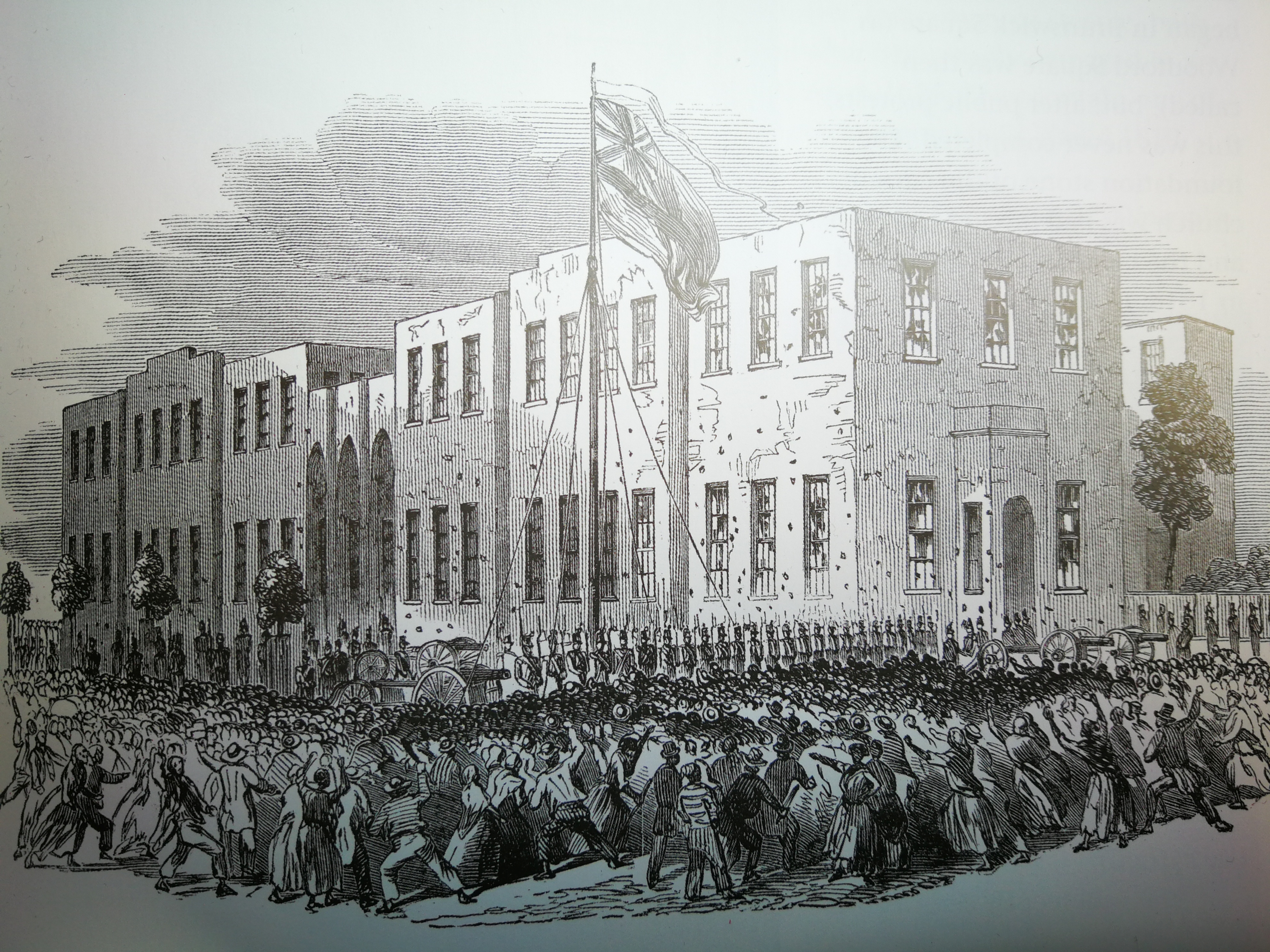
Government Buildings (1849), Zeichnung von Michel-Jean Cazabon

Den Bau gab Gouverneur Henry MacLeod in Auftrag und legte am 16. Februar 1844 den Grundstein. Der Entwurf stammte vom Leiter der Baubehörde Richard Bridgens. Der Bau zog sich bis 1848 hin, die Inbetriebnahme erfolgte durch MacLeods Nachfolger George Harris. Zu diesem Zeitpunkt handelte es sich noch um zwei unabhängige Gebäude, die als Ensemble Government Buildings (Regierungsgebäude) genannt wurden und durch die Lower Prince Street (die heutige Sackville Street) getrennt wurden: Die Räumlichkeiten des Legislativrats befand sich nördlich der Straße, das Gerichtsgebäude südlich. Beide Bauten waren durch einen Bogengang auf Höhe des ersten Stockwerks miteinander verbunden; in der Mitte überspannte ein steinerner Bogen die Lower Prince Street. Beim Riot of 1849, gewalttätigen Protesten der Bevölkerung gegen ein Gesetz zum Umgang mit Gefangenen, wurde das nördliche Gebäude von Demonstranten beschädigt. Beide Häuser wurden im Laufe der Zeit stark modifiziert, beispielsweise wurden Anbauten für das Regierungsarchiv und das Büro des Standesbeamten errichtet. Ende des 19. Jahrhunderts waren beide Bauten zu einem Gebäude verschmolzen. Anlässlich des 60-jährigen Thronjubiläums von Königin Victoria wurde 1897 die Fassade des Hauses rot gestrichen; die Farbe wurde bis heute beibehalten und führte nach kurzer Zeit zum Namen „Red House“ für das Gebäude.
Bei den Water Riots, gewalttätigen Protesten der Bevölkerung gegen eine Erhöhung der Wasserpreise, wurde das Red House 1903 von Demonstranten abgebrannt. 16 Menschen kamen durch das Feuer zu Tode. Es wurde bis 1907 nach Plänen des deutschstämmigen Architekten Daniel Meinerts Hahn, der auch das Queen’s Royal College entworfen hatte, neu aufgebaut. Bis 1962 beherbergte das Red House den Legislativrat, ab der Unabhängigkeit Trinidads dann das Parlament des neu gegründeten Landes. Am 30. August 1962 war das Gebäude Schauplatz der Flaggenzeremonie zur Unabhängigkeit. 1990 wurde das Red House während einer Parlamentsdebatte im Rahmen eines Putschversuchs von Mitgliedern der radikalen muslimischen Organisation Jamaat al Muslimeen gestürmt und sechs Tage lang besetzt gehalten. Der Putschversuch kostete 24 Menschenleben, darunter das des Parlamentsabgeordneten Leo Des Vignes.

## Baustil
Der Bau von 1844 wirkte für damalige karibische Verhältnisse sehr mächtig; die Stockwerke waren unüblich hoch und die neoklassizistischen Verzierungen erinnerten an europäische Baukunst. Die britische Historikerin Bridget Brereton erklärt dieses Design mit dem besonderen Status der Kolonie Trinidad innerhalb des britischen Weltreichs; Trinidad war zwar schon seit 1797 britisch, die Briten stellten aber nur eine Bevölkerungsminderheit, die englische Sprache wurde nur für Amtsgeschäfte genutzt und die Bevölkerung war multikulturell und überwiegend katholisch. Der Bau der Government Buildings sollte laut Brereton die Herrschaft Großbritanniens über die Insel symbolisieren.
Das heutige Gebäude ist im Beaux-Arts-Stil gehalten; der trinidadische Historiker Michael Anthony sieht darüber hinaus Stilelemente der französischen Renaissance. Die beiden Flügel, die ursprünglich eigenständige Gebäude waren, münden in einen 34 Meter hohen, von einer Kuppel gekrönten Zentralbau. Der Bau trug auf der Spitze der Kuppel eine Statue in Form einer Seeschlange, die aber 1992 durch eine Kupferstatue in Form einer Taube mit einem Olivenzweig im Schnabel ersetzt wurde. Die Fassade ist mit neoklassizistischen Dekorelementen verziert, die komplett in England gefertigt und per Schiff nach Trinidad transportiert wurden.
In einer Rotunde im Erdgeschoss des Zentralbaus befindet sich ein Springbrunnen, der von Meinerts Hahn entworfen wurde und in der damaligen Zeit für Kühlung und Luftzirkulation sorgen sollte. An der Decke des Plenarsaals des Repräsentantenhauses sind zahlreiche Verzierungen aus Jasperware angebracht. Das Podium in diesem Saal besteht aus Amaranth und wurde ebenfalls von Meinerts Hahn entworfen. Gleichfalls im Plenarsaal befinden sich Büsten von Arthur Cipriani und dem ersten Bürgermeister von Port of Spain, Louis de Verteuil.